# Glossurocolletes bilobatus
Glossurocolletes bilobatus là một loài ong trong họ Colletidae. Loài này được Michener miêu tả khoa học đầu tiên năm 1965.